# Divici - Pojejena
Divici - Pojejena este o arie de protecție specială avifaunistică de interes european, ce corespunde categoriei a IV-a IUCN (rezervație naturală de tip avifaunistic), situată în sud-vestul Banatului, pe teritoriul județului Caraș-Severin.

## Localizare
Aria naturală se află în extremitatea sud-vestică a județului Caraș-Severin (în Clisura Dunării), pe teritoriul administrativ al comunei Pojejena (satele Belobreșca, Divici, Pojejena și Șușca), în imediata apropiere de drumul național DN57A, care leagă localitatea Pojejena de Baziaș.

## Descriere
Rezervația naturală  a fost declarată arie protejată prin Hotărârea de Guvern Nr.2151 din 30 noiembrie 2004 (privind instituirea regimului de arie protejată pentru noi zone) și se întinde pe o suprafață de 498 hectare.
Aria naturală Divici - Pojejena este inclusă în Parcul Natural Porțile de Fier și reprezintă o zonă cu luciu de apă și mlaștini; cu pâlcuri de răchită albă (Salix alba) și plop alb (Populus alba) și ierburi plante hidrofile și higrofile; printre care peștișoară (Salvinia natans), trifoiaș-de-baltă (Marsilea quadrifolia) sau diferite specii de trestie și rogozuri.

## Faună
În arealul rezervației este semnalată prezența mai multor păsări enumerate în anexa I-a a Directivei Consiliului European 79/409/CE din 2 aprilie 1979 (privind conservarea păsărilor sălbatice); sau aflate pe lista roșie a IUCN.

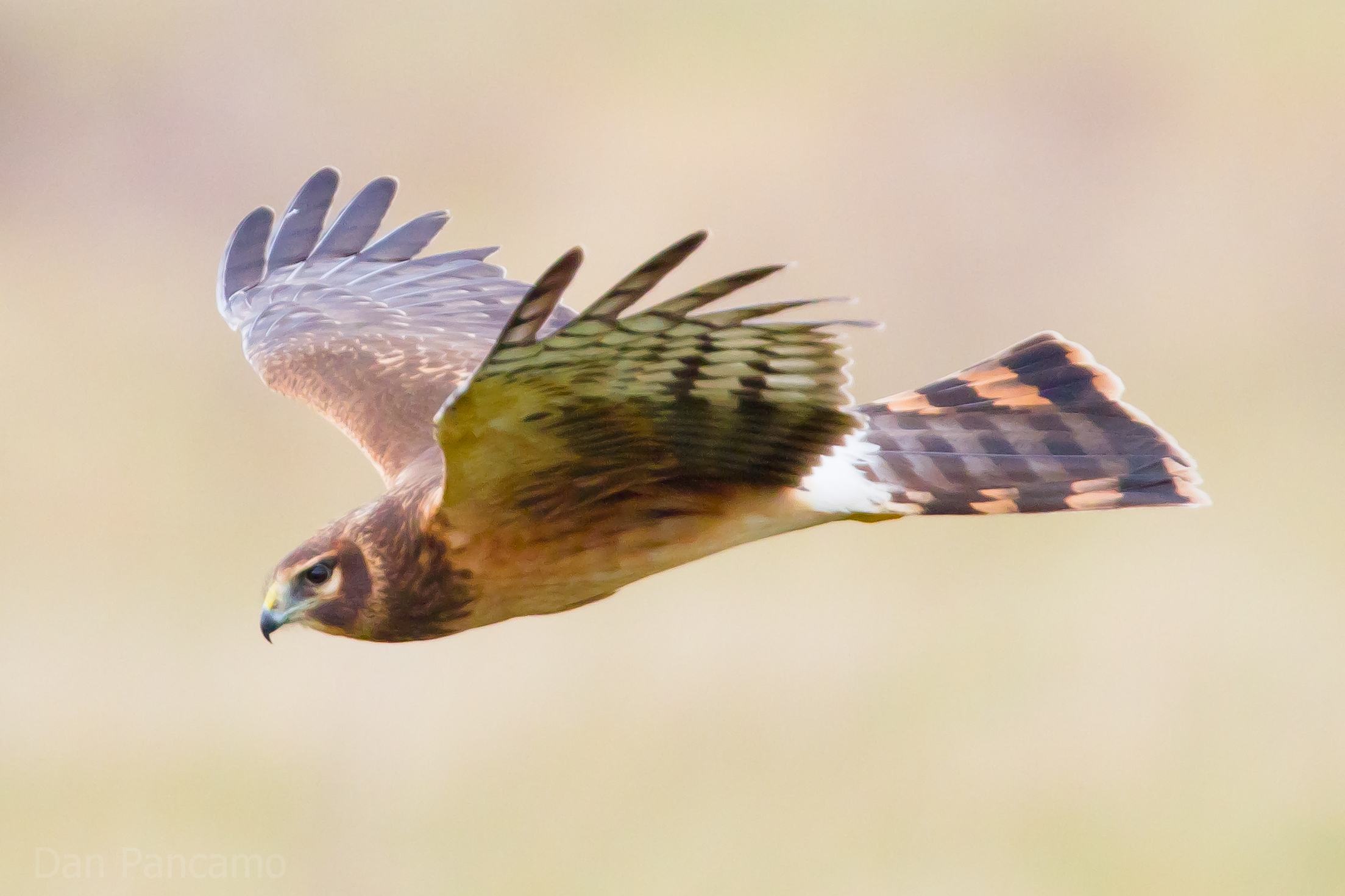
Erete vânăt (Circus cyaneus)

Rezervația naturală asigură condiții de cuibărit, hrană și viețuire mai multor specii de păsări migratoare, de pasaj sau sedentare; dintre care: egretă (Egretta garzetta), egretă mare (Egretta alba), barză neagră (Ciconia nigra), gaia neagră (Milvus migrans), exemplare de rațe mici din specia Mergellus albellus, lebădă cântătoare (Cygnus cygnus), eretele vânăt (Circus cyaneus), cufundar mic (Gavia stellata), cufundar polar (Gavia arctica) sau șorecarul mare (Buteo rufinus), codalb (Haliaeetus albicilla), vultur pescar (Pandion haliaetus), strigă (Tyto alba), cormoran mic (Phalacrocorax pygmeus), buhai de baltă (Botaurus stellaris), stârc pitic (Ixobrychus minutus), pescăruș albastru (Alcedo atthis), erete de stuf (Circus aeruginosus)
Fauna rezervației are în componență și câteva specii de reptile, amfibieni și pești; dintre care unele protejate prin Directiva Consiliului European 92/43/CE din 21 mai 1992 (privind conservarea habitatelor naturale și a speciilor de faună și floră sălbatică) sau aflate pe lista roșie a IUCN.
Specii de reptile și amfibieni: șarpele lui Esculap (Elaphe longissima), șarpele de apă (Natrix tessellata), broasca țestoasă de baltă (Emys orbicularis), broasca țestoasă a lui Herman (Testudo hermanni beottgeri), ivorașul-cu-burta-galbenă (Bombina variegata), buhaiul de baltă cu burta roșie  (Bombina bombina)), broasca râioasă brună (Bufo bufo), brotacul-verde-de-copac (Hyla arborea), broasca-roșie-de-pădure (Rana dalmatina) sau broască râioasă verde (Bufo viridis);
Pești cu specii de: zglăvoacă (Cottus gobio), țigănuș (Umbra krameri), avat (Aspius aspius), mreană vânătă (Barbus meridionalis petenyi), porcușor de nisip (Gobio kessleri), zvârlugă (Cobitis taenia), fâsă mare (Cobitis elongata), fusar (Zingel zingel)  sau țipar (Misgurnus fossilis).

## Căi de acces
- Drumul național DN57 - Moldova Nouă - Pojejena - drumul național DN57A spre Belobreșca[15].

## Monumente și atracții turistice
În vecinătatea rezervației naturale se află câteva obiective de interes istoric, cultural și turistic; astfel:
- Situl arheologic de la Divici (așezare - Latène, Cultura geto - dacică și cetate - sec. II a. Chr. - sec. I p. Chr., Latène, Cultura geto - dacică).
- Castrul de la Pojejena, punct "Via Bogdanovici - Sitarnița" (sec. II - IV p. Chr., Epoca romană).
- Situl arheologic de la Pojejena, punct "Zidina" (cetate și necropolă din sec. XIII-XIV).
- Ariile protejate: Râpa cu lăstuni din Valea Divici și Zona umedă Insula Calinovăț.